# District de Lujhu
Ne doit pas être confondu avec District de Luzhu.
Le district de Lujhu (chinois traditionnel : 路竹區 ; chinois simplifié : 路竹区 ; pinyin : lúzhú qū ; zhuyin : ㄌㄨˊ ㄓㄨˊ ㄑㄩ), autrefois municipalité, parfois orthographié Luzhu, est un district de la municipalité spéciale de Kaohsiung, au nord de Taïwan.